# Concursul aerian al Micii Înțelegeri
Concursul Aerian al Micii Înțelegeri (26 August – 5 septembrie 1938) a fost o competiție sportivă cu caracter de propagandă aviatică și de reciprocă cunoaștere, care angaja 48 de piloți de turism din Cehoslovacia, România și Iugoslavia. A fost organizat sub tutela Aeroclubului Republicii Cehoslovace. Câștigătorul absolut al concursului a fost declarat pilotul român ing. Eduard Lindner.

## Rezumat istoric
Datele de mai jos au fost extrase din presa actuală (2004) , din literatură (2018) și din cea a vremii (1938).
Publicul iubitor de aviație din cele trei țări aliate Cehoslovacia, România și Iugoslavia alcătuind Mica Înțelegere, era în August 1938 în preajma unui eveniment de seamă. Era o competiție sportivă cu caracter de propagan-dă aviatică și de reciprocă cunoaștere, care angaja piloții de turism din Cehoslovacia, România și Iugoslavia, sub controlul oficialităților aviatice respective. Organizat sub tutela Aeroclubul Republicii Cehoslovace, concursul s-a desfășurat pe teritoriul național al fiecărei țări participante sub conducerea forurilor aviatice respective. Era însă, puțin înainte de izbucnirea celui de al doilea război mondial și un eveniment politic deosebit, cele trei țări intenționând să demonstreze atât uniunea lor politică, cât și capacitatea lor militar-aviatică.
S-au înscris în concurs 48 concurenți, din care 40 au decolat la Praga și 37 au terminat parcursul variat și greu, de 3274,4 km, pentru categoria A (avioane ușoare, cu capacitatea cilindrică până la 4 litri) și de 3694,4 km pentru categoria B (motoare cu capacitatea cilindrică cuprinsă între 4 și 12 litri). In fiecare din aceste categorii, concurenții au fost împărțiți în două sub-categorii: II, civili amatori și I, profesioniști (militari sau piloți de linie).
Au fost înscrise 48 avioane și anume: 8 românești, 11 iugoslave și 29 cehoslovace. Cele românești erau numerotate dela 1 la 8, cele iugoslave dela 10 la 19 iar cele cehoslovace dela 20 la 48 (v. Lista concurenților).

## Desfășurarea concursului
Concursul a fost organizat în următoarele etape:
- Luni 29 august 1938:  Decolarea în etapa I Praga Zlin (252 km.).
- Marți 30 august 1938:  Etapa II Zlin-Uzhorod (421 km); Uzhorod-Cluj (331 km); Cluj-București (329 km).
- Miercuri, 31 august 1938:

- Etapa III București-Belgrad (450 km.); Belgrad-Petrovgrad (62 km); Petrovgrad-Borovo (111km.); Borovo-Belgrad (180 km.) pentru categoria A;
- Etapa III București-Belgrad (450 km.); Belgrad-Zagreb (362 km); Zagreb-Belgrad (362,5 km.) pentru categoria B.
- Joi, I Septembrie 1938:

- Etapa IV Belgrad — Arad (166 km.); Arad — Cluj (190 km.); Cluj — Kossiçe (311 km.); Kossice — Bratis1ava (305 km.) pentru categoria A;
- Etapa IV Belgrad — Arad (166 km.); Arad — Cluj (190 km.); Cluj — Kossice (311 km); Kossice — Bratislava (305 km.); Bratislava — Brno (116,3 km.); Brno — Praga (119,5 km.), pentru categoria B.
- Vineri, 2 septembrie 1938:  Etapa IV Bratislava — Brno (116,3 km.); Brno — Praga (199.5 km) pentru categoria A .
- Sâmbătă, 3 septembrie 1938:  Etapa V Concursul de viteză.
- Duminică, 4 septembrie 1938:  Festivitatea de închidere.

De remarcat că traseul ales pentru concurs evita traseele societăților aviatice de linie. Traseele marcate cu linie punctată reprezentau rutele naționale și internaționale folosite și de societatea română de transport aerian LARES în 1938.

## Rezultate tehnice
România, care a avut cea mai redusă reprezentare, a terminat cursa cu 6 din cei 8 concurenți înscriși pe diferite categorii, cu următoarele numere de concurs:
1) Ing. Frim Alexandru, avion Nardi 305/motor Alfa Romeo 180 cp,  categ. I B (YR-MIH).
2) Ing. Cociașu Ioan, avion Miles Hawk Major/ motor Gipsy Major 120 c.p., categ. II B (YR-FIL).
4) Ing. Lindner Eduard, avion Caudron-Aiglon/motor Renault Bengali Junior, categ. II B (YR-AAP)
5) Ing. Corbu – adj. Rădulescu, avion ICAR Universal/motor Gipsy Major 120 c.p, categ. I B (YR-AEY).
7) Adj. Gheorghe Ionescu și D-na, avion Klemm Kl 35b/ motor Hirth HM 60 R, categ. I A (YR-AES).
8) D-ra Nadejda Russo, avion Bücker-Jungmann/motor Hirth HM 60 R categ. II A (YR-NAD).
Au abandonat concursul în timpul traseului d-nii Matei Ghica Cantacuzino, din cauza unui gripaj de motor și Virgil Kerciu, aterizat în Polonia.
Iugoslavia a fost reprezentată prin 9 concurenți, iar Cehoslovacia prin 25 concurenți. Din aceștia au fost scoși din cursă doi iugoslavi și un cehoslovac. În concurs au participat 3 femei, doua din România (Valeria Ionescu si Nadejda Russo) și Zeleznikova Anna din Cehoslovacia.
De notat că România a avut cei mai mulți „singuri la bord”, din care merită elogii speciale Nadejda Russo, unica femeie pilot "singură la bord" din concurs. Cea mai bine clasată dintre aceste concurente a fost Valeria Ionescu (loc 3). Nadejda Russo a terminat pe locul 11.
A treia aviatoare concurentă care s-a comportat de asemenea în mod strălucit a fost cehoslovaca Zeleznikova Anna care a pilotat un avion Zlin XII împreună cu Bejsovec Josef.
Determinarea câștigătorului s-a făcut pe fiecare din categorii: I, A și B și II, A și B, pe baza unei formule, în care s-a luat în considerare, randamentul de viteză pe întregul parcurs (viteză medie cât mai mare, raportată la viteza maximă a avionului), regularitatea (întârziere cât mai mică față de timpii declarați în prealabil de concurenți) și viteza maximă pe un parcurs de 100 km. De asemenea concursul prevedea un învingător absolut, pe toate categoriile, câștigător fiind acela care a totalizat cele mai multe puncte. Spre onoarea României și satisfacția asociației ARPA, acest câștigător a fost inginerul Eduard Lindner, pe avion ARPA, întrunind 989 de puncte dintr-o mie, câștigând astfel concursul aerian al Micii Înțelegeri. Datorită acestui fapt cupa "Președintelui Republicii Cehoslovace Eduard Beneș", donată de Republica Cehoslovacia câștigătorului absolut al Concursului Aerian al Micii Înțelegeri, a fost atribuită României. De asemenea Federația Aeronautică Regală a României a primit un alt important trofeu atribuit aeroclubului din care făcea parte câștigătorul absolut al concursului.

### Clasamentul
Categoria I A: avioane sub 4 litri cilindree, militare:
1. Krč - Stehlik (Cehoslovacia) 980 puncte;
2. Anderle (Ceh.) 977 puncte;
3. D. și d-na Ionescu (România) 965 puncte.
Categoria II A, avioane civile, sub 4 litri cilindree:
1. dr. Vlad Miklenda (Ceh.) 986 puncte;
2. Krejči-Šenk (Ceh.) 977 puncte;
3. ing. Svoboda-Konečný (Ceh.) 973 puncte;
11. D-na Nadia Russo (Rom.) 912 puncte.
Categoria I B., avioane cu pilot militar sau profesionist, motor peste 4 litri cilindree:
1. Bjelanovič-Krelija (Iugoslavia) 965 puncte; 2. Grohovac (Iugoslavia) 955 puncte; 3. Mrak-Hetenyi (Iugoslavia) 948 puncte; 4. ing. Frim ( România) 946 puncte; 6. ing. Corbu-Rădulescu (Rom.) 934 puncte.
Categoria II B. avioane cu piloți civili, motoare peste 4 litri cilindree:
1. Ing. Eduard Lindner (România) 989 puncte; 2. Ing. Cociașu (România) 974 puncte; 3. Lukačovič-Höfer (Cehoslovacia) 969 puncte.

### Premii
Pentru performanțele lor, concurenții români au fost răsplătiți cu următoarele trofee și premii:
Ing.  Eduard Lindner:
- „Cupa Președintelui Republicii Cehoslovace” celui mai bun din toate categoriile.
- „Cupa Federației Aeronautice Regale a României”, primului în clasamentul general.
- „Cupa Presei Cehoslovace”, Placheta de aur și premiul de 10 000 coroane cehoslovace.

Ing. Ion Cociașu:
- „Cupa Orașului Praga”, Placheta Bata, Placheta de argint și premiul de 7000 coroane cehe.

soții Gheorghe Ionescu Sidef și Valeria Ionescu:
- premiul de 35.000 lei pentru concurentul român cu cele mai multe puncte în categ. avioanelor cu motor sub 4 litri.
- „Cupa orașului Brno” și premiul de 3000 coroane cehe.

Ing. Frim:
- Cupa ziarului „România”, Premiul Shell și Premiul celui mai tânăr concurent român.

Ing. Corbu-Adj. Rădulescu:
- Un cronometru, destinat concurentului clasat în locul șase în categoria respectivă.

D-na Nadia Russo:
- Un serviciu complet de masă.

În afară de acestea, concurenții români au mai primit alte diverse premii constând din obiecte de artă.
„Cupa Industriașilor de petrol din România” a fost câștigată de iugoslavul Kotarac, pentru cel mai bun timp realizat pe distanța Cluj – București.
Toate cele trei națiuni au avut satisfacția de a sfârși câștigătoare: astfel, în categoria I B Iugoslavia a ocupat primele trei locuri;  Cehoslovacia, primele două locuri în categoria I A, primele 3 locuri în categoria II-A și locul 3 la categoria II-B; iar România a ocupat primele două locuri în categoria II-B și a dat pe câștigătorul absolut al concursului.
Pentru performanțele obținute ing. Eduard Lindner și Nadia Russo au fost decorați în 1939 de către regele Carol al II-lea cu Ordinul Virtutea Aeronautică de pace, clasa Cruce de aur.

### Lista concurenților
| România:                                      |                                                  |                                           |                     |           |     |
| Club / Proprietar                             | Pilot / Copilot                                  | Tip avion / Tip motor                     | Număr Înmatriculare | Categorie | nr. |
| Ing. Alexandre Frim / Brașov                  | dtto                                             | Nardi-305 / Alfa Romeo, 180 HP            | YR-MIH              | I         | 1   |
| Ing. Ion Cociașu / București                  | dtto                                             | Miles Hawk Major / Gipsy Major. 120 HP    | YR-FIL              | II B      | 2   |
| Virgil Kerciu / București                     | dtto                                             | Caudron-„Aiglon" / Renault Bengali Junior | YR-AAO              | I B       | 3   |
| ARPA / București                              | Ing. Eduard Lindner                              | Caudron-„Aiglon" / Renault Bengali Junior | YR-AAP              | II B      | 4   |
| ARPA / București                              | Ing. Radu D. Corbu / M. Radulescu                | ICAR Universal / Gipsy Major 120 HP       | YR-AEY              | I B       | 5   |
| Matei Ghica-Cantacuzino / București           | dtto                                             | Klemm Kl 35b / Hirth HM60R                | YR-MGC              | II A      | 6   |
| Gheorghe Jonescu, Valeria Jonescu / București | dtto                                             | Klemm Kl 35b / Hirth HM60R                | YR-AES              | I A       | 7   |
| Nadia Russo / București                       | dtto                                             | Bücker-Jungmann / Hirth EM504A2           | YR-NAD              | II A      | 8   |
| Iugoslavia                                    |                                                  |                                           |                     |           |     |
| Club / Proprietar                             | Pilot / Copilot                                  | Tip avion / Tip motor                     | Număr Înmatriculare | Categorie | nr. |
| Aeroklub Kraljevine Jugoslavije               | Kazimír Grohovac / Miloš Gagic                   | RWD-13 / Walter Major 4, 120 HP           | YU-PFE              | I B       | 10  |
| Aeroklub Kraljevine Jugoslavije               | Milan Bjelanovic / Krelja Vičko                  | RWD 13 / Walter-Major 4, 120 HP           | YU-PFO              | I B       | 12  |
| Aeroklub Kraljevine Jugoslavije               | Ivan Mrak / Milan Hetenyi                        | Puss-Moth / Gipsy-Major 105 HP            | YU-PAI              | I B       | 13  |
| Aeroklub Kraljevine Jugoslavije               | Radoslav Kotarac / Radmilo Milenkovic            | Fizir T-l / Walter-NZ 120 HP              | YU-PDV              | I B       | 14  |
| Aeroklub Kraljevine Jugoslavije               | Josip Volarič / Ivan Kos                         | SIM X / Walter NZ 120 HP                  | YU-PFJ              | I B       | 15  |
| Aeroklub Kraljevine Jugoslavije               | Evgenije Bacic / Miloš Drakulic                  | SIM X / Walter NZ 120 HP                  | YU-PFK              | I B       | 16  |
| Aeroklub Kraljevine Jugoslavije               | Milutin Anastasijevič / Dragoljub Milovanovic    | SIM X / Walter NZ 120 HP                  | YU-PFL              | I B       | 17  |
| Aeroklub Kraljevine Jugoslavije               | Dr. Stanko Rapé                                  | Comper Swift / Pobjóy 75 HP               | YU–PDS              | II A      | 19  |
| Aeroklub Kraljevine Jugoslavije               | Milivoj Arsenijevic                              | Walter-Mikron II / SIM VI a               | YU–PEZ              | I A       | 20  |
| Cehoslovacia:                                 |                                                  |                                           |                     |           |     |
| Club / Proprietar                             | Pilot / Copilot                                  | Tip avion / Tip motor                     | Număr Înmatriculare | Categorie | nr. |
| Moravskoslezský Aeroklub Brno                 | František Kotiba / Gustav Parízek                | Be-150 / Walter Junior 105 HP             | OK-MOS              | II B      | 30  |
| Slovenský Aeroklub Bratislava                 | Julius Lukačovič / Hugo Höfer                    | Be-150 / Walter Junior 105 HP             | OK-SLI              | II B      | 31  |
| Západočeský Aeroklub Plzeň                    | Miloslav Petr / Jiří Jaňour                      | Be-150 / Walter Junior 105 HP             | OK-AZU              | II B      | 32  |
| Aeroklub Zlín                                 | Josef Baroš / Miloslav Hill                      | Puss-Moth / Gipsy III                     | OK-ATU              | II B      | 33  |
| Kopřivnická vozovka Kopřivnice                | Ing. Jaroslav Hausman / Ing. Jaroslav C. Beneš   | Tatra T-l / Tatra HM-504 100 HP           | OK-TAR              | II A      | 34  |
| Moravskoslezský Aeroklub Brno                 | Vladislav Krejčí / František Senk                | Tatra T-101 / Tatra HM-504 100 HP         | OK-TAO              | I A       | 35  |
| Aeroklub Moravská Ostrava                     | Rudolř Skuta / Dr. Ing. Oldřich Mayer            | Tatra T-201 / Tatra HM-504 100 HP         | OK-TAS              | I A       | 36  |
| Moravskoslezský Aeroklub Brno                 | Vojtěch Krč / Josef Stehlík                      | Praga E-117 / Praga D                     | OK-PGH              | I A       | 37  |
| Jihočeský Aeroklub České Budějovice           | Jan Steinbauer / Ing. Jan Koutek                 | Be-50 / Walter-Minor 85 HP                | OK-EFO              | I A       | 40  |
| Aeroklub Užhorod                              | Rudolf Skorvaga / Emil Palichleb                 | Be-50 / Walter-Minor 85 HP                | OK-EFN              | I A       | 41  |
| Českomor.-Kolben-Daněk, Praha                 | Jan Anderle / Oldřich Ullman                     | Praga E-114 D / Praga D                   | AOK-PGF             | II A      | 42  |
| Aeroklub Zlín                                 | Vlastimil Večeřa / Emanuel Krejčí                | Zlín 112 / Persy III 53 HP                | OK-LZX              | I A       | 43  |
| Aeroklub RČS Praha                            | Dr. Vladimír Miklenda / Ing. Jaroslav Polívka    | Tatra T-201 / Tatra HM 504 100 HP         | OK-TAP              | II A      | 44  |
| Jihočeský Aeroklub České Budějovice           | Ing. Zdeněk Svoboda / Ing. Stanislav Konečný     | Be-555 / Walter-Minor 85 HP               | OK-BEX              | II A      | 45  |
| Aeroklub RČS Praha                            | Miroslav Plecitý / Vincenc Hodek                 | Be - 555 / Walter-Minor 85 HP             | OK–BEJ              | II A      | 46  |
| Aeroklub Piešťany                             | Jan Vlk / Leopold Galbavý                        | Be-51B / Walter-Minor85HP                 | OK-EMA              | II A      | 47  |
| Hanácký Aeroklub Olomouc                      | Ladislav Lošták / Josef Tománek                  | Be-50 / Walter-Minor85 HP                 | OK–EFK              | II A      | 48  |
| Aeroklub RCS PrahA                            | Ing. Václav C. Vlasák / Ing. Vladimír C. Silhan  | Be-51 / Walter-Minor 85 HP                | OK-BEO              | II A      | 49  |
| Hanácký Aeroklub Olomouc                      | Metoděj Kluka / František Martinek               | Be-51b / Walter-Minor 85HP                | OK-EMC              | II A      | 50  |
| Pošumavský Aeroklub Klatovy                   | Antonín Luňák / František Loucký                 | Be-51b / Walter-Minor 85HP                | OK–EME              | II A      | 51  |
| Aeroklub V. S. PrahA                          | Ing. Rudolf C. Protiva / Ing. Miroslav C. Doubek | Be-51b / Walter-Minor 85HP                | OK-EMF              | II A      | 52  |
| Moravskoslezský Aeroklub Brno                 | František Tlapák / František Komenda             | Be-550 / Walter-Mikron II                 | OK-BET              | II A      | 53  |
| Aeroklub Zlin                                 | Anna Železníkova / Josef Bejšovec                | Zlin XII / Persy II 45 HP                 | OK-TBN              | II A      | 54  |